# Síndrome de microdeleción 2p21
El síndrome de microdeleción 2p21 es una enfermedad genética que se caracteriza por cistinuria, convulsiones constantes, retrasos del crecimiento y desarrollo severos, hipotonía generalizada, dismorfismos faciales, y acidemia láctica.

## Etiología
Solo 25 personas con este síndrome han sido descritos en la literatura médica.
Este síndrome es causado por una deleción de material del brazo corto del cromosoma 2, más específicamente, material del locus 2p21, este material viene siendo genes como el SLC3A1 y PREPL, este mismo sigue un patrón de herencia autosómico recesivo
Si usamos matemática básica, podemos encontrar un aproximado para la prevalencia de esta enfermedad, si 0.0000003% es cerca del número de personas (25) diagnosticadas con este síndrome, entonces eso nos daría un número de 3 casos por cada 1,000,000,000 (mil millones) de personas, aunque esto sería algo incorrecto, ya que hay casos que probablemente aún no han sido descubiertos y reportados.